# Сопотско
Сопотско (мкд. Сопотско) је насеље у Северној Македонији, у јужном делу државе. Сопотско припада општини Ресан.

## Географија
Насеље Сопотско је смештено у југозападном делу Северне Македоније. Од најближег већег града, Битоља, насеље је удаљено 30 km западно, а од општинског средишта 5 km источно.
Сопотско се налази у области Горње Преспе, области око западне и северне обале Преспанског језера. Насеље је смештено на источним падинама планине Бигле. Југоисточно од насеља се пружа поље. Надморска висина насеља је приближно 910 метара.
Клима у насељу је планинска због знатне надморске висине.

## Становништво
Сопотско је према последњем попису из 2002. године имало 222 становника. 
Претежно становништво у насељу били су етнички Македонци (83%), а у мањини су Албанци (16%).
Већинска вероисповест је православље.